# Транспортная система

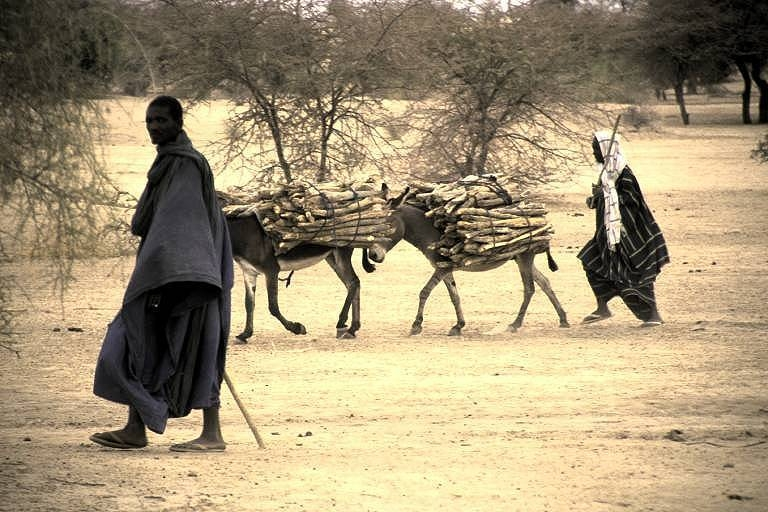
Перевозка дров на ослах

Транспортная система — система включающая в свой состав различные элементы для перемещения (доставки) людей и грузов, и состоит из инфраструктуры, предприятий, средств и управления.
Единая транспортная система обеспечивает согласованное развитие и функционирование всех видов транспорта с целью максимального удовлетворения транспортных потребностей при минимальных затратах.

## История
С развитием цивилизаций человечество стало перемещаться и перемещать (переносить, перевозить) своё имущество, позднее товары. Соответственно стали создаваться удобные пути (сухопутные, речные, морские и так далее) и средства передвижения, примитивнейший вид транспорта, например вьючный, так и появилась транспортная система, которая предназначена для удовлетворения транспортных потребностей человека и включает в себя средства транспортировки, объекты транспортировки, а также окружающую среду.
Транспортная система города включает следующие компоненты (составные части):
- дорожно-транспортный комплекс;
- участники дорожного движения;
- окружающая среда[2].

Согласно Федеральному закону N 16-ФЗ от 9 февраля 2007 года «О транспортной безопасности» инфраструктура включает используемые транспортные сети или пути сообщения (дороги, железнодорожные пути, воздушные коридоры, каналы, трубопроводы, мосты, тоннели, водные пути и т. д.), а также транспортные узлы или терминалы, где производится перегрузка груза или пересадка пассажиров с одного вида транспорта на другой (например, аэропорты, железнодорожные станции, автобусные остановки и порты)
Транспортными средствами обычно выступают конвейеры, трубопроводы, судна, лифты, грузоподъёмные краны, ракеты, автомобили, велосипеды, автобусы, трамваи, троллейбусы, поезда, самолёты.
Объекты транспортной инфраструктуры вместе с транспортными средствами образуют транспортный комплекс.
Под управлением понимается контроль над системой, например сигналы светофора, стрелки на железнодорожных путях, управление полётами и т. д., а также правила (среди прочего, правила финансирования системы: платные дороги, налог на топливо и т. д.).
Управление транспортной системой — совокупность мероприятий, направленных на эффективное функционирование данной системы посредством координации, организации, упорядочения элементов данной системы, как между собой, так и с внешней средой.
В широком смысле, разработка сетей — задача гражданской инженерии и городского планирования, разработка транспортных средств — механической инженерии и специализированных разделов прикладной науки, а управление обычно специализированно в рамках той или иной сети, либо относится к исследованию управления или системной инженерии.
Количественными показателями транспортной системы являются:
- протяжённость путей сообщения,
- численность занятых,
- грузооборот и пассажирооборот.

## Мировая транспортная система

Структура мирового грузо- и пассажирооборота

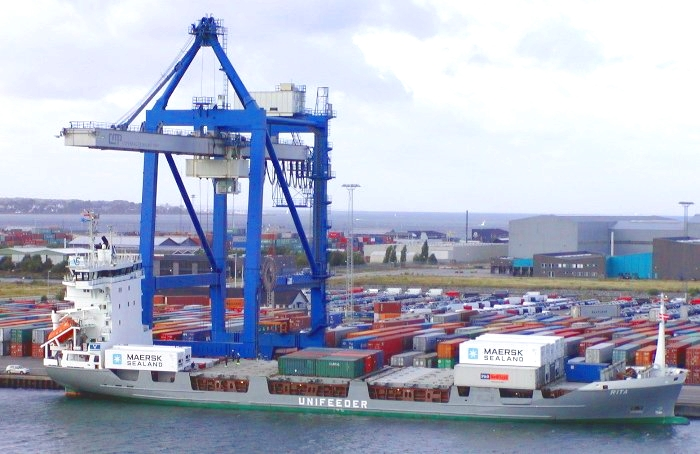
Погрузка контейнеровоза в Копенгагене

Мировая транспортная система состоит из нескольких региональных транспортных систем и имеет неоднородную структуру. Так, густота транспортной сети в большинстве развитых стран составляет 50—60 км на 100 км² территории, в то время как в развивающихся — 5 — 10 км. Участие различных видов транспорта в мировом обороте также не одинаково: в грузообороте преобладает морской транспорт, в пассажирообороте — автомобильный.

### Транспортные сети
Общая длина транспортной сети мира без морских путей превышает 37 млн км: протяжённость автомобильных дорог — 24 млн км, железнодорожных путей — 1,25 млн км, трубопроводов — 1,9 млн км, воздушных путей — 9,5 млн км, речных — 0,55 млн км.
Длина транспортных сетей развитых стран составляет 78% общей длины мировой транспортной сети и на них приходится 74 % мирового грузооборота.

### Развитие мировой транспортной системы
Мировая транспортная система сформировалась в XX веке.
Огромное значение для развития мировой транспортной системы имело изобретение контейнера, что повлекло за собой появление новых транспортных средств — контейнеровозов и строительство перегрузочных терминалов. Сегодня в контейнерах осуществляется свыше 90 % объёма перевозок штучного груза в мире.
На современном этапе мировая транспортная система характеризуется большой зависимостью от информационных технологий и развивается по следующим направлениям:
- увеличение пропускной способности транспортных путей,
- повышение безопасности движения,
- появление принципиально новых транспортных средств,
- увеличение вместимости и грузоподъёмности транспортных средств,
- увеличение скорости передвижения.

## Транспортные узлы и коридоры
Транспортные коридоры — это совокупность магистральных транспортных коммуникаций различных видов транспорта с необходимыми обустройствами, обеспечивающих перевозки пассажиров и грузов между различными странами на направлениях их концентрации. В систему международных транспортных коридоров входят также экспортные и транзитные магистральные трубопроводы.
Транспортным узлом называется комплекс транспортных устройств в пункте стыка нескольких видов транспорта, совместно выполняющих операции по обслуживанию транзитных, местных и городских перевозок грузов и пассажиров. Транспортный узел как система — совокупность транспортных процессов и средств для их реализации в местах стыкования двух или нескольких магистральных видов транспорта. В транспортной системе узлы имеют функцию регулирующих клапанов. Сбой в работе одного такого клапана может привести к проблемам для всей системы.
Крупные транспортные узлы всегда являются крупными городами, потому что притягивают торговлю, здесь удобно развивать промышленность (нет проблем со снабжением), да и сами транспортные терминалы предоставляют много рабочих мест. Очень многие города возникли на пересечении наземных или водных путей, то есть как транспортные узлы (многие до сих пор существуют за счёт этой роли). Прежде всего это города-порты: в Великобритании — это Лондон, во Франции — Марсель, Париж, в Германии — Франкфурт-на-Майне, Гамбург, Бремен, в Испании — Бильбао, Барселона, в Италии — Венеция, Милан, в Нидерландах — так называемый Ранштадт (комплекс транспортных узлов, связанных в единую сеть — Роттердам, Амстердам, Утрехт, Лейден, Гаага), в Швеции — Стокгольм, в США — Нью-Йорк, Сиэтл, Чикаго, Лос-Анджелес, Сан-Франциско, в Австралии — Сидней, в Японии — Токио, в Китае — Шанхай, а также Сингапур.
Есть и менее обычные примеры. Так, город Шеннон в Ирландии в основном живёт за счёт аэропорта. Некоторые города выполняют роль не грузовых, а пассажирских транспортных узлов, например, Симферополь в Крыму, куда прибывают многочисленные туристы, пересаживающиеся на транспорт, доставляющий их в города крымского побережья.
Крупнейший транспортный узел России — Москва. Здесь пересекаются пути пяти видов транспорта: в Москве сходятся 11 железнодорожных лучей, 15 автомагистралей, 5 газопроводов и 3 нефтепровода; здесь есть три речных порта, пять аэропортов и девять вокзалов. Другой интересный пример — Владивосток, где кончается Транссибирская железная дорога и начинаются многие морские пути.
 См. также 
- Узловой аэропорт

## Транспортная система и связь
Транспорт и связь могут быть взаимозаменяемы и взаимодополняемы. Хотя замена достаточно развитой связью транспорта теоретически является возможной (вместо личного визита можно было бы отправить телеграмму, позвонить по телефону, отправить факс, электронное сообщение), но было обнаружено, что эти способы коммуникации в реальности порождают больше взаимодействий, включая личные. Рост в транспортной сфере был бы невозможен без связи, которая жизненно необходима для развитых транспортных систем — от железных дорог в случае необходимости двустороннего движения по одной колее до управления полётами, при котором необходимо знание о местоположении воздушного судна в небе. Так было обнаружено, что развитие в одной области ведёт к росту в другой.